# Чарлз Дей (веслувальник)
Чарлз Дей (англ. Charles Day, 19 жовтня 1914 — 26 травня 1962) — американський академічний веслувальник.
Олімпійський чемпіон 1936 року в складі вісімки.